# 865型潜艇
865计划食人鱼 (俄語：Проект 865 «Пиранья»)是苏联的一种实验用微型潜艇北约代号Losos即俄语中的鲑鱼。 外壳用钛合金制造以防磁探测。一共完成两艘： MS-520和MS-521，它们目前是后备艇而且被认为将很快拆解。

## 发起
1970年代后半，苏联海军最高层向孔雀石设计局下达了设计一种微型潜艇的命令。它的使用地点是在10米-200米的浅海范围，用于索敌或是战斗。为此它要装有无线电通信装置、鱼雷水雷和用于到60米水深的潜水员装置。当时还要求排水量不超过80吨。总设计师由L.V.切诺帕特夫担任。，到1984年又由j. k.米内夫接手，此时由于一些不明原因造成资料流失，设计又得从头来过。对该级潜艇的方案、设备进行了大量论证、试验。1984年7月开始建建造，长度是28.2 meters,宽度4.7米,吃水3.9 meters,水面排水量218吨。.